# Język toda
Język toda – język naturalny należący do rodziny języków drawidyjskich. Używany jest przez Todów zamieszkujących góry Nilgiri w południowych Indiach.